# Pricyclopyge
Pricyclopyge (лат.) — род трилобитов, относящийся к семейству Cyclopygidae, который встречается на протяжении всего ордовика. У представителей рода огромные глаза, перевёрнутая грушевидная глабель, шесть сегментов грудной клетки, с двумя небольшими дисками на третьем.

## Описание

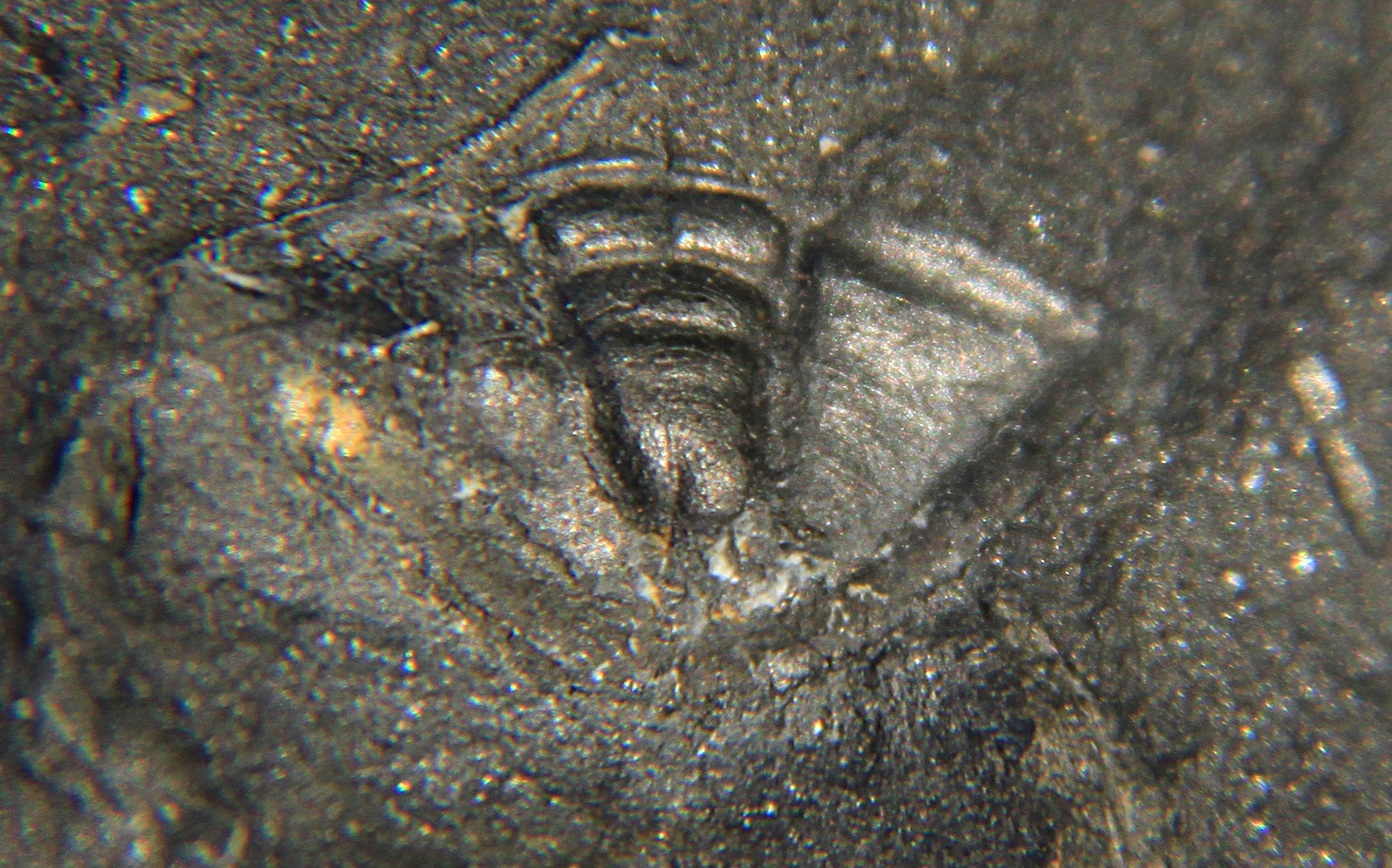
Пигидиум P. longicephala

Как и у других циклопигид, у Pricyclopyge отсутствуют щёчные шипы. У Pricyclopyge шесть сегментов грудной клетки, из которых третий спереди несёт два очень характерных круглых диска, которые, как предполагается, были биолюминесцентными органами и, если это правда, то это говорит о том, что Pricyclopyge плавал вверх ногами. У него широкая и толстая ось, которая постепенно сужается назад, пока не оканчивается полукругом у границы пигидия. Короткие боковые доли (или плевры) сегментов грудной клетки постепенно расширяются назад, так что торакс становится более широким сзади, а кончики плевры 6-го сегмента иногда увеличиваются, загибаются назад и таким образом граничат с пигидием. Пигидий более чем вдвое шире длины, на оси 3-4 четко очерченных кольца, а сегментация плевральной области едва заметна. Пигидиальная борозда чёткая.

### Глаза

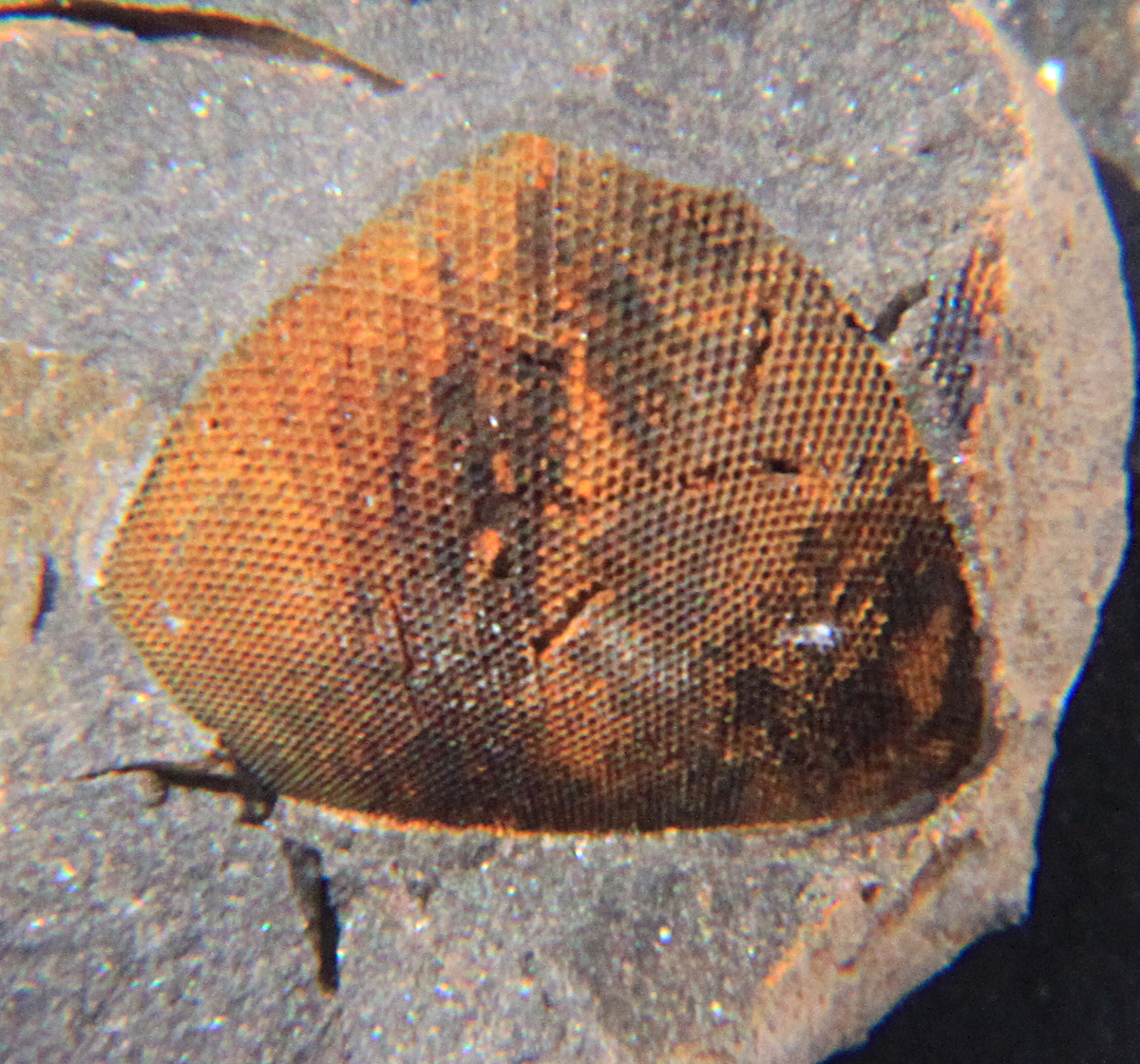
Глаз P. binodosa, линзы отсутствуют, видно расположение омматидиев

Как и у всех циклопигид, у Pricyclopyge огромные глаза, которые в значительной степени окружают перевернутую грушевидную глабель. Эти глаза имеют широкий угол обзора, как горизонтальный, так и вертикальный, напоминающий глаза стрекоз. Индивидуальные линзы в глазах расположены шестиугольником, расстояния между центрами примерно 0,25 мм. Слияние обоих глаз, образующее козырёк, появилось у нескольких родов циклопигид, но только у Pricyclopyge binodosa известны промежуточные стадии этого процесса в виде последовательности подвидов: от позднего Аренига до Лланвирна. Эта адаптация улучшает чувствительность глаза к объектам, которые движутся относительно глаза, что могло бы быть особенно полезно в условиях низкой освещенности и при быстром движении. У современной гипериидной амфиподы Cystisoma также есть такие сросшиеся глаза. Хотя расстояние между глазами варьируется в пределах любой популяции более ранних подвидов, только у P. binodosa synophthalma глаза соприкасаются и сливаются. Монокулярные трилобиты всегда моложе близкородственных видов с нормальными парными глазами, что является примером параллельной эволюции.

## Экология и палеоареал
Предполагается, что представители Pricyclopyge плавали вверх ногами в тускло освещённых океанических водах (на глубинах до 175 м) вне тропического пояса. Встречаются вместе с другими циклопигидами, слепыми или почти слепыми глубоководными бентосными трилобитами и свободно плавающими океаническими граптолитами. Вероятно, они охотились на зоопланктон и мигрировали вечером к поверхности, а утром на большие глубины, преследуя добычу и избегая некоторых потенциальных хищников.
Ископаемые остатки, принадлежащие видам рода, найдены в Великобритании, Франции, Чехии и Швеции. Также на территории Китая и Норвегии найдены фоссилии, определённые до рода.